# フィリップ・ヴィルヘルム (ブランデンブルク＝シュヴェート辺境伯)
フィリップ・ヴィルヘルム・フォン・ブランデンブルク＝シュヴェート（Philipp Wilhelm von Brandenburg-Schwedt, 1669年5月19日 - 1711年12月19日）は、プロイセンの王族、プロイセン王子（Prinz in Preußen）。初代ブランデンブルク＝シュヴェート辺境伯、およびマクデブルク総督（在任：1692年 - 1711年）。ブランデンブルク選帝侯フリードリヒ・ヴィルヘルムと後妻ドロテアの長男。ブランデンブルク選帝侯兼プロイセン王フリードリヒ1世の異母弟、聖ヨハネ騎士団長アルブレヒト・フリードリヒの同母兄。

## 生涯
大選帝侯フリードリヒ・ヴィルヘルムとその後妻ドロテアの間の長子として生まれた。ドロテアの悩みは、自分の生んだ、選帝侯の後継ぎになれない息子たちに将来の経済的な保障がないことだった。ドロテアは最初の子であるフィリップ・ヴィルヘルムが生まれてすぐにシュヴェートの所領を購入し、その後これに加えてヴィルデンブルフ（現在のポーランド領スフォブニツァ）の所領をも買い上げた。この2つの領地はだんだん拡大されていった。1689年にドロテアが死ぬと、その長男であるフィリップ・ヴィルヘルムがシュヴェートとヴィルデンブルフの領主となった。
1692年3月3日、フィリップ・ヴィルヘルムと異母兄の選帝侯フリードリヒ3世との間で協定が結ばれた。フィリップ・ヴィルヘルムは父である大選帝侯の遺言により、ハルバーシュタットを選帝侯の主権下で統治するとされていたが、この日の協定で彼はその権利を放棄した。権利放棄と引き換えに、フィリップ・ヴィルヘルムとその子孫には2万4000ライヒスターラーの年金が保障された。フィリップ・ヴィルヘルムにはそれに加えてシュヴェート＝ヴィルデンブルフの領地から上がる2万2000ライヒスターラーの地代収入、軍人としての俸給およそ2万ライヒスターラーがあり、合わせて6万6000ターラーもの莫大な年収になったので、独立した宮廷を抱える豪奢な生活を送ることが出来た。
フィリップ・ヴィルヘルムの後の世代のホーエンツォレルン家の人々は皆、「ブランデンブルク辺境伯、プロイセン公子（Markgraf von Brandenburg, Prinz von Preußen）」の称号を有した。異母兄フリードリヒ3世がプロイセンの王位に就くと（フリードリヒ1世）、フィリップ・ヴィルヘルムの称号は「プロイセンにおける王子、ブランデンブルク辺境伯（Prinz in Preußen, Markgraf zu Brandenburg）」に変わり、敬称も「Königliche Hoheit（王家の殿下）」となった。フィリップ・ヴィルヘルムを呼ぶ時に用いられる「ブランデンブルク＝シュヴェート辺境伯」の呼び名は、19世紀になってから家系上の区別を付けるために後世の人々が創り出したものである。フィリップ・ヴィルヘルムは、家系上はプロイセン王家の傍系の始祖という位置付けである。
フィリップ・ヴィルヘルムはフランスとの戦争でプロイセンの軍司令官を務めたほか、1697年には砲兵隊長官に任命された。選帝侯フリードリヒ3世（国王フリードリヒ1世）は、その他にもいくつかの連隊長の職を異母弟フィリップ・ヴィルヘルムに用意した。マクデブルク総督職にある間、フィリップ・ヴィルヘルムはハレ大学の総長を兼務した。
1699年1月25日、アンハルト＝デッサウ侯ヨハン・ゲオルク2世の娘ヨハンナ・シャルロッテと結婚した。ヨハンナは夫の死後、世俗の女子修道院であるヘルフォルト修道院の修道院長になった。フィリップ・ヴィルヘルムがベルリンの邸宅として使っていたヴァイラーシェ宮殿は、後に旧宮殿と呼ばれてドイツ皇帝ヴィルヘルム1世の住まいとなった。1711年に亡くなると、ホーエンツォレルン家の代々の成員の多くが眠るベルリン大聖堂に葬られた。
フィリップ・ヴィルヘルムが死んだ時、長男で後継ぎのフリードリヒ・ヴィルヘルムは未成年だったので、本家のプロイセン王（フリードリヒ1世、その死後はフリードリヒ・ヴィルヘルム1世）が後見人を務めた。ブランデンブルク＝シュヴェート辺境伯家は最後の末裔であるアンナ・エリーザベト・ルイーゼが亡くなる1820年まで存続した。

## 子女
妻ヨハンナ・シャルロッテとの間に3男3女をもうけた。
- フリードリヒ・ヴィルヘルム（1700年 - 1771年） - ブランデンブルク＝シュヴェート辺境伯
- フリーデリケ・ドロテア・ヘンリエッテ（1700年 - 1701年）
- ヘンリエッテ・マリー（1702年 - 1782年） - 1716年、ヴュルテンベルク公世子フリードリヒ・ルートヴィヒ（ヴュルテンベルク公エーバーハルト・ルートヴィヒの一人息子）と結婚
- ゲオルク・ヴィルヘルム（1704年）
- フリードリヒ・ハインリヒ（1709年 - 1788年） - ブランデンブルク＝シュヴェート辺境伯
- シャルロッテ（1710年 - 1712年）